# Vicki O'Halloran
Vicki Susan O'Halloran (nascida em 20 de junho de 1964) é uma empresária e trabalhadora comunitária australiana, que foi CEO dos Serviços Comunitários de Somerville no Território do Norte de 1998 a 2017. Em 31 de outubro de 2017, prestou juramento como 22ª administradora do Território do Norte, substituindo John Hardy. Cessou funções em 2 de fevereiro de 2023, sendo sucedida por Hugh Heggie.